# 공부 (육부)
공부(工部)는 육부의 한 부서로 국가의 토목공사, 공예품과 도량형의 제작, 산림과 농업 관리, 소택 관리, 교통업무 등을 관장하던 부서이다. 부서 장관은 공부상서이다.
중국에서는 당나라 시기부터 신해혁명 시기까지 존재하였으며, 한반도에서는 고려시대에 설치되어 조선시대 무렵에 공조로 교체되었다. 베트남의 응우옌 왕조에도 공부를 포함한 육부가 존재하였다.

## 고려
- 중상서(中尙署) : 고려시대 왕이 쓰는 그릇과 진보(珍寶)를 담당하던 관청[1]
  - 자기소 : 고려 왕실에 자기를 제작하여 공납하던 특수 행정구역[2]

## 같이 보기
- 고려의 문화#건축